# اولریشبرگ
اولریشبرگ (به آلمانی: Ulrichsberg) یک منطقهٔ مسکونی در اتریش است که در ناحیه رورباخ واقع شده‌است. اولریشبرگ ۵۷ کیلومتر مربع مساحت دارد ۶۲۶ متر بالاتر از سطح دریا واقع شده‌است.